# Городской университет Нью-Йорка
Городской университет Нью-Йорка (англ. City University of New York, сокр. CUNY) — система (англ.) публичных университетов в Нью-Йорке. Крупнейший городской университет в Соединенных Штатах Америки, состоящий из 24 учреждений: одиннадцати старших колледжей, семи коммьюнити колледжей, Колледжа Уильяма Маколея (аннгл.), Центра бакалавриата для уникальных и междисциплинарных программ исследований в аспирантуре, докторской высшей школы и университетского центра (англ.), школы права (англ.), Высшей школы журналистики (англ.), школы общественного здоровья (англ.) и школы медико-биологического образования Софи Дэвис (англ.). Кампусы расположены во всех пяти районах Нью-Йорка. Главный кампус находится в центре Манхэттена.
В университете учатся студенты родом из 208 стран. Среди студентов, учащихся на бакалавриате, составляют по одной четверти чёрные, белые и испаноязычные, азиаты, учащиеся на магистратуре, составляют 18 процентов. 58 процентов студентов составляют женщины, и 28 процентов являются 25-летними или старше. Среди выпускников университета 13 лауреатов Нобелевской премии (англ.), американские государственные секретари, судьи Верховного суда, несколько мэров Нью-Йорка, члены Конгресса, законодатели, учёные и художники.
CUNY является третьей по величине университетской системой в США после Университета штата Нью-Йорк и Университета штата Калифорния.

## История

### Основание
История университета восходит к образованию Свободной Академии в 1847 году Таунсендом Харрисом (англ.). Школа формировалась как «свободная Академия, целью которой является расширение преимущества образования безвозмездно для лиц, учащихся в общих учебных заведениях города и округа Нью-Йорка». Свободная Академия, впоследствии ставшая Городским колледжем Нью-Йорка, является старейшим среди колледжей университетской системы.
В 1926 году, в ответ на рост населения города, в Нью-Йорке Законодательное Собрание штата создало Совет по высшему образованию города Нью-Йорк, чтобы интегрировать, координировать и расширить учреждения высшего образования в городе. В этот период были созданы Бруклинский колледж (1930), Королевский колледж (англ., 1937) и ряд других четырёхлетних и двухгодичных муниципальных колледжей.
В 1961 году губернатор Нельсон Рокфеллер подписал законопроект, который приписывал в городском университете Нью-Йорка интеграцию этих институтов, а также приписывал создать новую университетскую школу. Систему высшего образования города удалось скоординировать, и к 1979 году Совет по высшему образованию стал Попечительским советом CUNY. В конечном счёте, университетская система разрослась до семи старших колледжей, четырех школ, семи коммьюнити колледжей, школ бакалавриата.

### Доступное образование
Университет во все времена своей истории имел разнообразный состав учащихся. Особенно много было тех, кто не мог позволить себе обучение в частных университетах. Его четырёхлетние колледжи предлагают высокое качество, бесплатное обучение для бедных, рабочего класса и иммигрантов Нью-Йорка, которым для допуска к бесплатному образованию нужно зарегистрировать свой статус. Многие еврейские ученые и интеллектуалы учились и преподавали в CUNY в послевоенную эпоху, когда некоторые университеты Лиги плюща, такие как Йельский университет, дискриминировали евреев. Городской колледж Нью-Йорка имеет репутацию «Гарварда для пролетариата» . Университетские колледжи, особенно CCNY, в течение своей истории были вовлечены в различные политические движения.

### Студенческие протесты
Студенты в некоторых кампусах стали чаще проявлять недовольство действиями ректората университета и Совета по учебному управлению. В Колледже Баруха в 1967 году более тысячи студентов протестовали против плана создания Высшего колледжа путём ограничивания младших колледжей, старших колледжей и колледжей аспирантов . В Бруклинском колледже в 1968 году студенты, путём сидячей забастовки, требовали допускать всё больше черных и пуэрто-риканских студентов до учебных программ. Студенты Хантерского колледжа также потребовали допущения черных до исследовательских программ. Группа малообеспеченных студентов организовали захват здания Куинс-колледжа (англ.) в 1969 году в знак протеста против решения руководителя программы, который впоследствии будет заменен на черного профессора. Хантерский колледж пострадал от акции протеста 2000 студентов, которые в течение нескольких дней требовали выполнить список требований, ориентируясь на студенческое самоуправление в администрации колледжа. В 1970 году в знак протеста против повышения стоимости обучения, студенты заблокировали несколько кампусов.
Как и во многих студенческих городках в 1970 году, городской университет Нью-Йорка также столкнулся со студенческими протестами и демонстрациями (англ.) после расстрела в Кентском университете и Камбоджийской кампании. Административный совет при Городском университете Нью-Йорка отправил в 1970 году Президенту США Ричарду Никсону телеграмму, заявив, что «ни одно государство не может долго терпеть отчуждение от лучших его молодых людей».

## Структура

### Старшие колледжи
- Городской колледж Нью-Йорка (1847)
- Хантерский колледж (1870)
- Колледж Баруха (1919, основан как городской колледж бизнеса и гражданской администрации, переименованный в 1953 году в честь Бернарда Баруха)
- Бруклинский колледж (1930) (образован в результате слияния кампусов)
- Колледж Куинс[англ.](1937)
- Технологический колледж[англ.](1946)
- Колледж Статен-Айленда[англ.](1976)
- Колледж криминальной юстиции Джона Джея[англ.](1964)
- Йоркский колледж[англ.](1966)
- Леман Колледж[англ.](1968)
- Колледж Медгара Эверса[англ.](1970)

### Почётный колледж
- Колледж Уильяма Маколея[англ.](2005)

### Коммьюнити колледжи
- Коммьюнити колледж Бронкса (1957)
- Коммьюнити колледж Куинсборо (1958)
- Коммьюнити колледж Манхэттена (1963)
- Коммьюнити колледж Кингсборо (1963)
- Коммьюнити колледж Ла Гуардия (1968)
- Коммьюнити колледж Хостос (1970)
- Коммьюнити колледж Гуттмана (2011)

### Аспирантура и профессиональные школы
- Центр аспирантуры (1961)
- Школа медико-биологического образования Софи Дэвис (1973)
- Школа права (1983)
- Высшая школа журналистики (2006)
- Школа профессионального образования (2006)
- Школа общественного здоровья (2008)